# 井上元光
井上 元光（いのうえ もとみつ）は、戦国時代の武将。毛利氏の家臣で、毛利元就の妹婿。

## 生涯
延徳元年（1489年）、安芸国の国人である井上光兼の次男として誕生。
安芸井上氏は清和源氏の流れを汲む信濃源氏井上氏の一族である。もとは毛利氏と対等関係にある国人であったが、元光が弘元の娘と婚姻するなどの毛利氏との縁戚関係を経て一門の多くが毛利弘元の家臣団に組み込まれ、弘元に知行を給されて、家中においては近習同様に仕えることとなった。
永正14年（1517年）10月22日の有田中井手の戦いでは元光も毛利元就に従って出陣。山下小溝において槍働きによって前原某と山縣備中守を討ち取る武功を挙げ、毛利幸松丸と毛利元就の二人からそれぞれ感状を与えられた。
天文9年（1540年）から天文10年（1541年）にかけての吉田郡山城の戦いにおいても手柄を立て、天文9年9月13日に元就から感状を与えられている。また、天文12年（1543年）から天文13年（1544年）にかけて行われた大内義隆の月山富田城の戦いにも元就に従って出陣し、天文13年4月12日の出雲国月山富田城の塩谷口の戦いでは弓矢で戦功を挙げ、元就・隆元連署の感状を与えられた。
天文19年（1550年）7月13日、兄の井上元兼をはじめとした安芸井上氏の一族30余名が、毛利元就の命で誅殺されたが、元光は元就の妹婿であったためか粛清を免れ、同年8月1日に安芸井上氏の本家を相続。この時に名を「元在」から「元光」と改めている。同年12月21日には安芸国高ノ峯城を預けられ、450貫を宛行われている。
永禄10年（1567年）2月18日、79歳で死去。後を子の元義が継いだ。